# Tschaplyne
Tschaplyne (ukrainisch Чаплине; russisch Чаплино Tschaplino) ist eine Siedlung städtischen Typs in der ukrainischen Oblast Dnipropetrowsk mit etwa 3800 Einwohnern (2018).

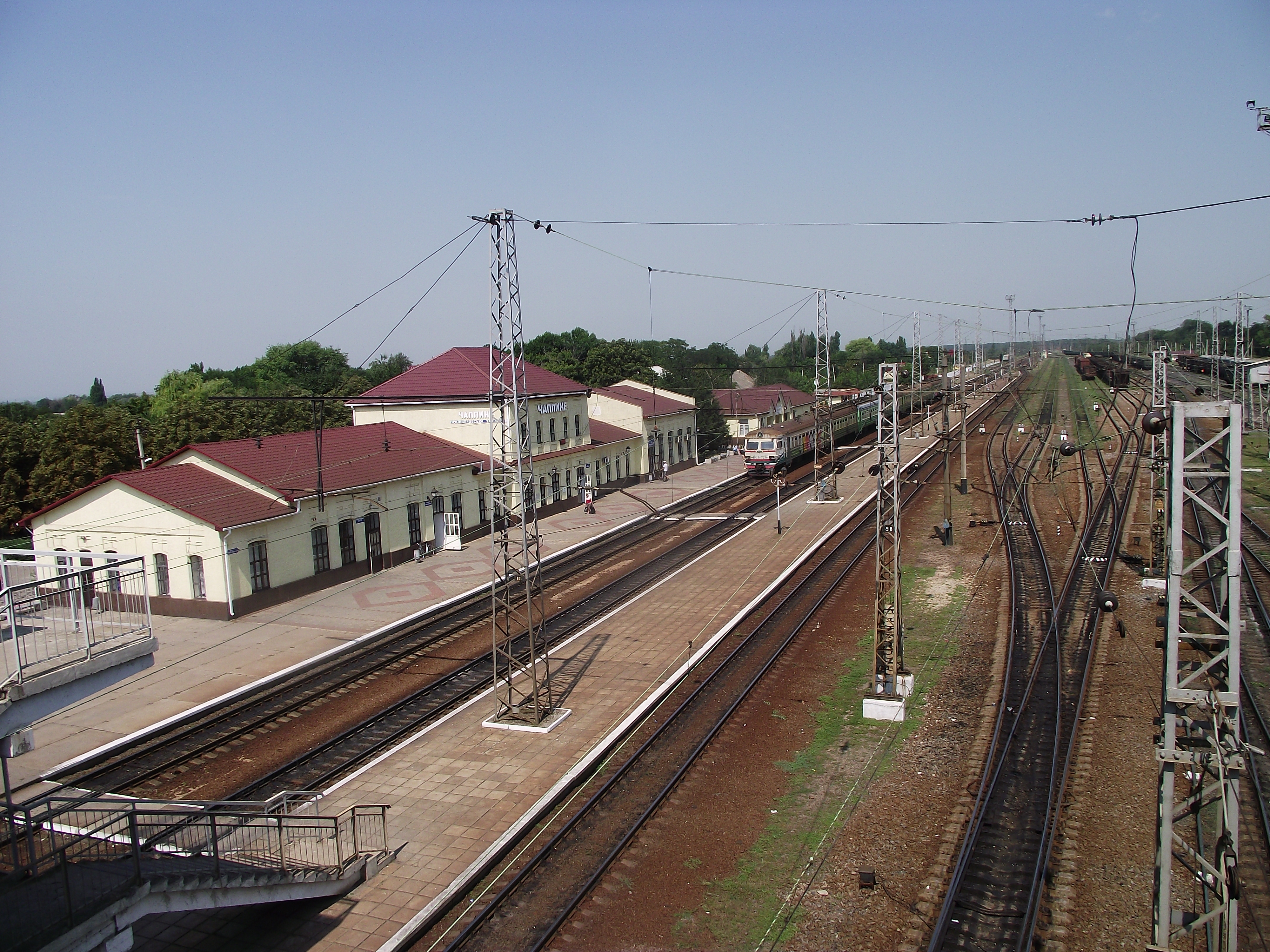
Bahnhof vor dem Angriff am 24. August 2022

Die während des Baus der Katharinenbahn (1881–1884) gegründete Siedlung war vom 4. Oktober 1941 bis zum 10. September 1943 von der Wehrmacht besetzt.
Am 12. Juni 2020 wurde die Siedlung ein Teil der Landgemeinde Dubowyky. Bis dahin bildete sie zusammen mit den Dörfern Kassajewe (Касаєве), Petrykowe (Петрикове), Riwne (Рівне) und Schurawlynka (Журавлинка) die gleichnamige Siedlungsratsgemeinde Tschaplyne (Чаплинська селищна рада/Tschaplynska selyschtschna rada) im Osten des Rajons Wassylkiwka, 19 km südöstlich vom ehemaligen Rajonzentrum Wassylkiwka.
Am 17. Juli 2020 kam es im Zuge einer großen Rajon-Reform zum Anschluss des Rajongebietes an den Rajon Synelnykowe.
Russische Streitkräfte begannen am 24. Februar 2022 auf Befehl von Machthaber Putin einen völkerrechtswidrigen Angriffskrieg auf die Ukraine. Sie griffen am 24. August 2022, dem 31. Unabhängigkeitstag der Ukraine, einen Personenzug in der Nähe des Bahnhofs der Stadt an. 25 Menschen starben, mindestens 31 weitere wurden verletzt.